# System 10

Logo du System 10

Le System 10 est un système de jeux vidéo pour borne d'arcade compatible JAMMA destiné aux salles d'arcade, créé par la société japonaise Namco en 1996.

## Description
Le System 10, qui fut commercialisé en 1996, est une évolution du système d'arcade précédemment mis sur le marché par Namco : le System 12.
Le System 10 possède quelques différences minimes par rapport à ses grands frères. Techniquement, le système est basé sur le hardware de la console de jeux vidéo Sony PlayStation, comme ses ancêtres. Les puces Namco Custom disparaissent pour laisser la place au processeur central, sonore et graphique d'origine, dans le but de réduire les coûts de production. La carte mère est donc standard, même si elle connaitra trois révisions légèrement différentes.
Le processeur R3000A, construit par LSI Logic (sur une technologie Silicon Graphics (RISC)) reprend du service, mais tourne à des fréquences supérieures à celle de la console. Il intègre le Geometry Transformation Engine (Moteur de transformation de géométrie) et le Data Decompression Engine (Moteur de décompression de données) qui permettent d'obtenir des capacités exceptionnelles en comparaison au matériel concurrent de l'époque. Le processeur graphique CXD8561CQ et le processeur sonore CXD2938Q d'origine de la PlayStation sont utilisés.
Le CD-Rom de la version console n'est pas utilisé, sauf pour quelques versions de Taiko no Tatsujin qui utilise le CD. Le System 10 est composé de deux cartes de circuit imprimé alors que le System 11 et 12 en comportent trois, une supportant le système avec tous les processeurs et une seconde qui supporte les jeux (la taille de cette dernière est de la moitié de celle de la carte système, elle a la taille de carte supportant les processeurs des anciens systèmes). La carte fille connaitra deux révisions. La carte mère est standard, qui fait de ce système un matériel plutôt entrée de gamme et contrairement au System 11 et 12, et les cartes filles sont interchangeables avec n'importe quelles cartes mères.

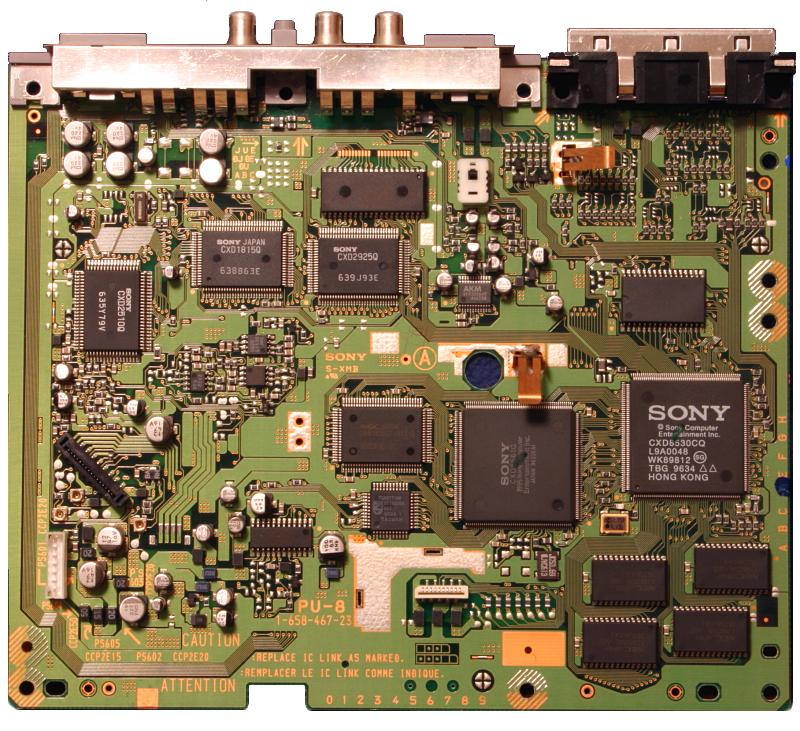
Une carte mère PlayStation.
Le System 10 est basé sur le matériel de la PlayStation.

Par rapport au System 12, la liste des jeux System 10 est moins importante et peu de jeux seront portés sur PlayStation.

## Spécifications techniques

### Processeur principal
- LSI Logic R3000A RISC 32 bit MIPS cadencé à 101,491 2 MHz
  - Geometry Transformation Engine et Data Decompression Engine intégré
  - Cache dinstruction : 4KB
  - BUS : 132 MB/s
  - OS ROM: 512Ko
  - RAM principale : 2MB

### Processeur graphique
- CXD8561CQ :
  - RAM vidéo : 2 MB
  - 360 000 polygones par seconde
  - Sprite/BG drawing
    - Effets des sprites :
      - Rotation
      - Scaling up/down
      - Warping, Transparency
      - Fading
      - Priority

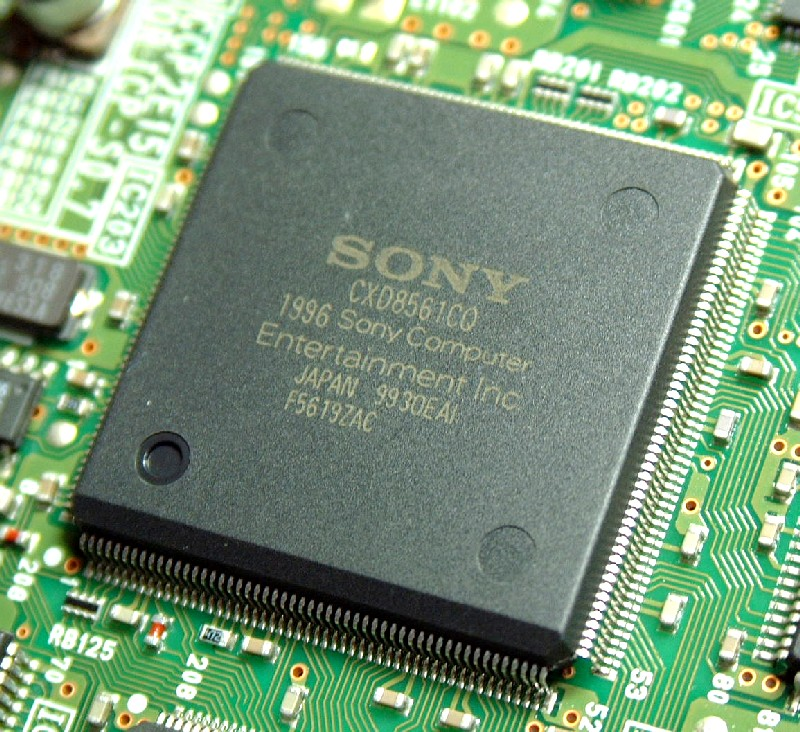
Le processeur graphique du System 10

      - Vertical and horizontal line scroll

  - framebuffer adjustable
  - No line restriction
  - 40 008 × 8 pixel sprites with individual scaling and rotation
  - Simultaneous backgrounds (scrolling parallaxe)
  - Résolution :Le processeur sonore du System 10
    - 256 × 224
    - 740 × 480

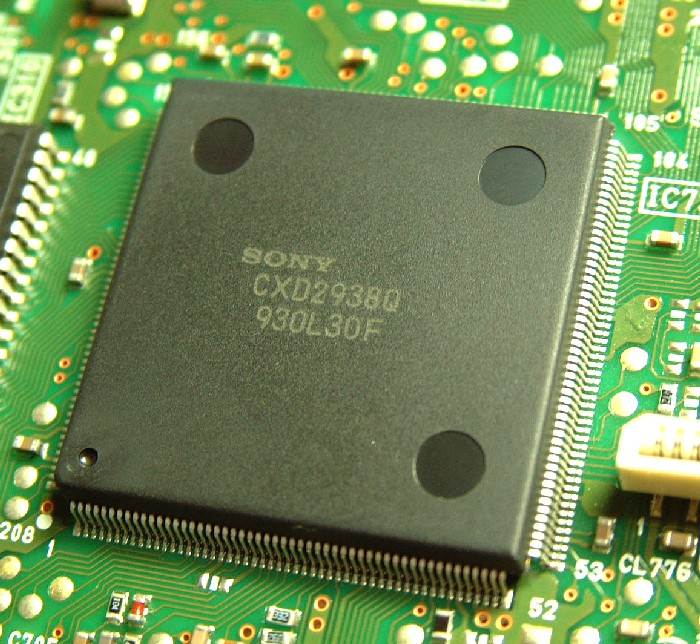
Le processeur sonore du System 10

  - Couleurs : 16,7 millions couleurs
  - CLUTs illimités (Color Look-Up Tables)

### Processeur audio
- CXD2938Q :
  - 24 canaux ADPCM
  - Fréquence d'échantillonnage de 44,1 kHz, en 16 bits, stéréo.
  - Samples codés en ADPCM 4 bits (ratio de compression de 1/4. Équivalent de 2 Mo de son PCM 16 bits stockés dans une RAM de 512 Ko)
  - Lecture de pistes CD-Audio

## Liste des jeux
| Titre                                                             | Développeur       | Éditeur | Système   | Genre                      | Date |
| ----------------------------------------------------------------- | ----------------- | ------- | --------- | -------------------------- | ---- |
| GAHAHA Ippatsu-dou                                                | Metro             | Namco   | System 10 | Party Game                 | 2000 |
| GAHAHA Ippatsu-dou 2                                              | Metro             | Namco   | System 10 | Party Game                 | 2001 |
| Gamshara                                                          | Capcom / Mitchell | Namco   | System 10 | TPS                        | 2003 |
| Gekitoride-Jong Space                                             | Metro             | Namco   | System 10 | Réflexion                  | 2001 |
| Hard Puncher Hajime no Ippo 2 Ōja e no Chōsen                     | Taito             | Namco   | System 10 | Combat                     | 2002 |
| Kono TACO!                                                        | Mitchell          | Namco   | System 10 |                            | 2003 |
| Kotoba no Puzzle Mojipittan (en)                                  | Namco             | Namco   | System 10 | Réflexion                  | 2001 |
| Kurukuru Food                                                     | Namco             | Namco   | System 10 |                            | 2002 |
| Mojipittan                                                        | Namco             | Namco   | System 10 | Réflexion                  | 2002 |
| Mr. Driller 2                                                     | Namco             | Namco   | System 10 | Réflexion                  | 2000 |
| Mr. Driller G                                                     | Namco             | Namco   | System 10 | Réflexion                  | 2001 |
| NFL Classic Football                                              | Namco             | Namco   | System 10 | Sport : football américain | 2003 |
| Panicuru Panekuru                                                 | Namco             | Namco   | System 10 | Réflexion                  | 2002 |
| Photo Battole                                                     | Namco             | Namco   | System 10 |                            | 2001 |
| Point Blank 3 (en)                                                | Namco             | Namco   | System 10 | Light gun shooter          | 2000 |
| Seishun Quiz Colorful High School / Ren-ai Quiz High School Angel | Namco             | Namco   | System 10 | Réflexion : quiz           | 2002 |
| Star Trigon (en)                                                  | Namco             | Namco   | System 10 | Réflexion                  | 2002 |
| Taiko no Tatsujin                                                 | Namco             | Namco   | System 10 | Rythme                     | 1999 |
| Taiko No Tatsujin 2                                               | Namco             | Namco   | System 10 | Rythme                     | 2001 |
| Taiko no Tatsujin 3                                               | Namco             | Namco   | System 10 | Rythme                     | 2002 |
| Taiko no Tatsujin 4                                               | Namco             | Namco   | System 10 | Rythme                     | 2002 |
| Taiko no Tatsujin 5                                               | Namco             | Namco   | System 10 | Rythme                     | 2003 |
| Taiko no Tatsujin 6                                               | Namco             | Namco   | System 10 | Rythme                     | 2004 |
| Taiko no Tatsujin 7                                               | Namco             | Namco   | System 10 | Rythme                     | 2005 |
| Taiko no Tatsujin 8                                               | Namco             | Namco   | System 10 | Rythme                     | 2006 |
| Tsukkomi Yousei Gips Nice Tsukkomi                                | Metro             | Namco   | System 10 |                            | 2002 |
| Uchuu Daisakusen: Chocovader Contactee                            | Namco             | Namco   | System 10 | Party Game                 | 2002 |